# Buzura jaculatrix
Buzura jaculatrix là một loài bướm đêm trong họ Geometridae.